# Port lotniczy Bela Crkva
Port lotniczy Bela Crkva (IATA: BCR, ICAO: LYBC) – port lotniczy położony niedaleko Belej Crkvy (Serbia). Obsługuje połączenia krajowe.